# Нерівність
Нерівність — твердження про те, що два математичні об'єкти є різними, тобто не дорівнюють один одному. Для елементів упорядкованих множин нерівність може додатково стверджувати, що один із двох елементів менший або більший від іншого. Нерівністю також називають математичну задачу знаходження усіх елементів упорядкованої множини, для яких відповідне твердження істинне.

## Відношення порядку
Не кожна множина є впорядкованою. Наприклад, для множини всіх точок на площині можна стверджувати лише про те чи вони однакові, але не можна стверджувати, що одна з них більша чи менша від іншої. Для того, щоб порівнювати між собою елементи множини, необхідно задати на ній відношення порядку. Для точок на площині відношення порядку може задаватися, наприклад, довжиною відрізка, що сполучає точку з певною вибраною точкою O. При такому вибраному відношенню порядку відрізок OA може бути довшим або коротшим від відрізка OB.
Фундаментальним прикладом впорядкованої множини є множина натуральних чисел. Число 1 менше від будь-якого іншого натурального числа, число 2 менше від будь-якого, крім числа 1, і так далі. На основі множини натуральних чисел будуються відношення порядку для інших множин. Для множини цілих чисел число нуль менше від будь-якого додатного числа, але більший, від будь-якого від'ємного числа, число -1 менше від нуля і будь-якого додатного, але більше від будь-якого від'ємного тощо.
Порівняння раціональних чисел зводиться до порівняння цілих чисел, якщо два раціональні числа звести до спільного знаменника і порівняти їхні чисельники. Оскільки дійсне число можна означити як переріз Дедекінда множини раціональних чисел, то відношення порядку множини раціональних чисел задає також відношення порядку для множини дійсних чисел.
Загалом для довільної множини можна задати різні відношення порядку.

## Позначення
- Позначення {\displaystyle a\neq b}, означає, що a не дорівнює b.
- Позначення a < b означає, що a менше ніж b.
- Позначення a > b означає, що a більше ніж b.

В усіх цих випадках a не дорівнює b, звідси і «нерівність».
Ці відношення відомі як строгі нерівності.
- Позначення a ≤ b означає що a менше або дорівнює b (не більше за b);
- Позначення a ≥ b означає що a більше або дорівнює b (не менше за b);

Додатково використовуються позначення для відображення суттєвої нерівності між об'єктами:
- Позначення a ≪ b означає що a набагато менше за b.
- Позначення a ≫ b означає що a набагато більше за b.

Визначення понять набагато менше і набагато більше не є математично строгим і залежить від конкретної математичної або прикладної задачі.

## Властивості нерівностей

### Загальні
Співвідношення менше і більше протилежні одне одному:
Якщо a < b, то b > a.
Нерівності мають властивість транзитивності:
Якщо a < b і b < c, то a < c.
Якщо a > b і b > c, то a > c.

### Дійсних чисел
На множині дійсних чисел крім відношення порядку означені операції додавання і множення. Мовою математики це означає, що множина дійсних чисел є впорядкованим полем. Застосування цих операцій до чисел, для яких записана нерівність можуть зберігати її або міняти її знак.
Нерівність зберігається, якщо до обох чисел, які входять до неї додати будь-яке число:
Якщо a < b, то a + c < b + c.
Якщо a > b, то a + c > b + c.
Нерівність зберігається, якщо обидва числа, які входять до неї, помножити на додатне число.
Якщо a < b і c > 0, то ac < bc.
Якщо a > b і c > 0, то ac > bc.
Нерівність міняє знак при множенні на від'ємне число:
Якщо a < b і c < 0, то ac > bc.
Якщо a > b і c < 0, то ac < bc.
Нерівність може міняти знак для обернених величин.
Якщо числа a і b одночасно додатні або від'ємні, і a < b і 1/a > 1/b.
Наприклад, 2 < 3, а 1/2 > 1/3.
Аналогічно, -2 > -3, а -1/2 < -1/3.
Якщо числа a і b різного знаку, то нерівність зберігається й для обернених чисел.
Наприклад, -2 < 3, і -1/2 < 1/3.

## Нерівності з невідомими величинами
Якщо в нерівність входить невідома велична, то така нерівність є задачею на відшукання всіх елементів множини, які їй задовольняють. Якщо певній нерівності задовольняють усі елементи множини, то така нерівність називається абсолютною або безумовною. Наприклад, нерівність
{\displaystyle x^{2}\geq 0}
виконується для всіх дійсних чисел.
Нерівність
{\displaystyle x^{2}\geq 1}
не виконується для дійсних чисел в інтервалі від -1 до 1.
Розв'язати нерівність означає знайти всі числа, для яких вона виконується, і всі числа, для яких вона не виконується. Розв'язок здебільшого записується у формі простішої нерівності або системи нерівностей, об'єднаних логічними операціями «або» та «і». Для наведеної вище нерівності розв'язок має вигляд
{\displaystyle (x\leq -1)\lor (x\geq 1)}.
Нерівності з невідомими величинами називаються еквівалентними або рівносильними, якщо вони виконуються для тих самих елементів множини. При розв'язування нерівностей часто доводиться проводити з ними алгебраїчні перетворення, тобто заміняти їх на рівносильні.

### Класифікація нерівностей
Нерівності, які містять невідомі величини, поділяються на:
- алгебраїчні
- трансцендентні

Алгебраїчні нерівності поділяються на нерівності першого, другого і вищих степенів.
Приклад:
Нерівність {\displaystyle 18x<414\!} — алгебраїчна, першого степеня.
Нерівність {\displaystyle 2x^{2}-7x+6>0\!} — алгебраїчна, другого степеня.
Нерівність {\displaystyle 2^{x}>x+4\!} — трансцендентна.

### Розв'язання нерівностей другого степеня
Розв'язання нерівності другого степеня в формі
{\displaystyle ax^{2}+bx+c>0\!},
або
{\displaystyle ax^{2}+bx+c<0\!},
можна розглядати як пошук відрізків, у яких квадратична функція {\displaystyle f(x)=ax^{2}+bx+c\!} приймає додатні або від'ємні значення (відрізки знакосталості).

### Розв'язання нерівностей методом інтервалів
Нехай маємо нерівність виду:
{\displaystyle f_{1}(x)\cdot f_{2}(x)\cdot f_{3}(x)\cdot f_{4}(x)\cdot \ldots \cdot f_{N}(x)>0}
Для її розв'язання необхідно:
- розбити вісь {\displaystyle OX} на інтервали знакосталості
- поставити в кожному такому інтервалі знак нерівності на цьому інтервалі ({\displaystyle +\!}, якщо більше нуля, {\displaystyle -\!} якщо менше)
- вибрати ті інтервали, де стоїть знак початкової нерівності

Крайніми точками інтервалів будуть {\displaystyle -\infty }, {\displaystyle +\infty } і нулі функцій {\displaystyle f_{1}(x),f_{2}(x),f_{3}(x),f_{4}(x)\ldots f_{N}(x)\!}.

### Рівносильні перетворення при розв'язуванні ірраціональних нерівностей
{\displaystyle {\sqrt {f(x)}}<g(x)\Leftrightarrow \left\{{\begin{matrix}f(x)<g^{2}(x)\\g(x)>0\\f(x)\geqslant 0\end{matrix}}\right.}
{\displaystyle {\sqrt {f(x)}}>g(x)\Leftrightarrow \left[{\begin{matrix}\left\{{\begin{matrix}f(x)>g^{2}(x)\\g(x)\geqslant 0\end{matrix}}\right.\\\left\{{\begin{matrix}g(x)<0\\f(x)>0\end{matrix}}\right.\end{matrix}}\right.}
{\displaystyle {\sqrt {f(x)}}\leq {\sqrt {g(x)}}\Leftrightarrow \left\{{\begin{matrix}f(x)\leq g(x)\\f(x)\geqslant 0\end{matrix}}\right.}

## Знаки нерівності
В Україні традиція зображення знаків нерівності {\displaystyle \leqslant } і {\displaystyle \geqslant } відрізняється від прийнятої в англомовній літературі.
| Символ                     | Код в Юнікоді | Назва в Юнікоді                  | Назва               | HTML шістн. | HTML десять | HTML позн. | LaTeX     |
| -------------------------- | ------------- | -------------------------------- | ------------------- | ----------- | ----------- | ---------- | --------- |
| {\displaystyle \leqslant } | U+2A7D        | Less-than or slanted equal to    | Менше або дорівнює  | &#x2A7D;    | &#10877;    | відсутній  | \leqslant |
| {\displaystyle \geqslant } | U+2A7E        | Greater-than or slanted equal to | Більше або дорівнює | &#x2A7E;    | &#10878;    | відсутній  | \geqslant |
| {\displaystyle \leq }      | U+2264        | Less-than or equal to            | Менше або дорівнює  | &#x2264;    | &#8804;     | &le;       | \le, \leq |
| {\displaystyle \geq }      | U+2265        | Greater-than or equal to         | Більше або дорівнює | &#x2265;    | &#8805;     | &ge;       | \ge, \geq |